# 塞维利亚造船厂

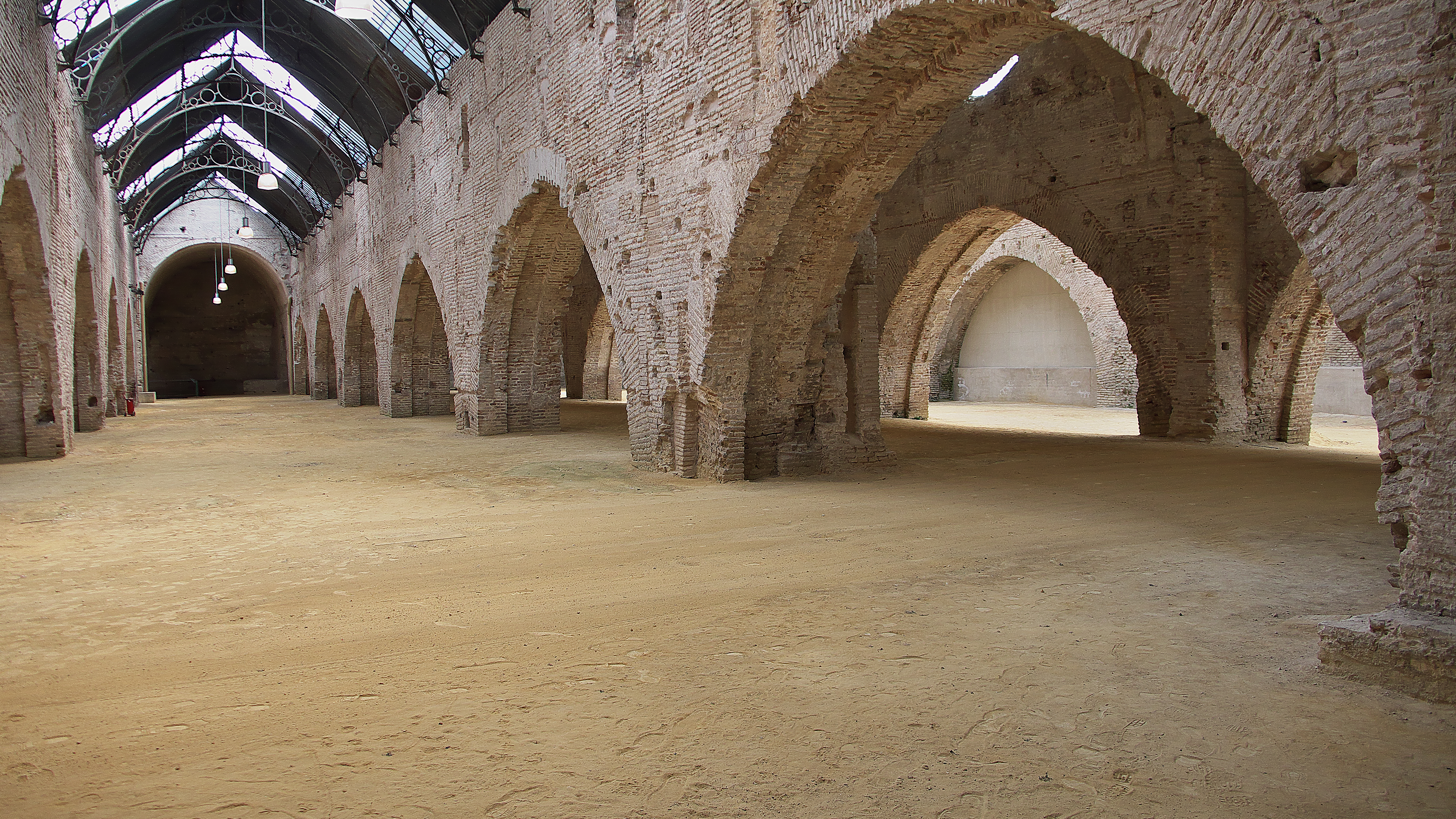

塞维利亚造船厂（西班牙語：Atarazanas de Sevilla）是一个中世纪造船厂，位于西班牙安达卢西亚塞维利亚的瓜达尔基维尔河边缘，在13世纪至15世纪之间使用，为哥特式建筑风格。
造船厂专门用于建造桨帆船，后者在控制直布罗陀海峡的斗争中，以及卡斯蒂利亚参加百年战争中，都发挥了重要作用。
1969年3月13日，造船厂列为历史艺术纪念碑， 1985年6月18日，公布为西班牙文化财产。